# Club Atlético Libertad (San Carlos)
El Club Atlético Libertad es un club de fútbol Uruguayo, de la ciudad de San Carlos, en departamento de Maldonado. Fue fundado en 1950 y juega en la Liga Mayor de Fútbol de Maldonado.

## Historia
El Club Atlético Libertad fue fundado el 1 de marzo de 1950 como Club Atlético Penado 14. En el año 1945 cambió su nombre al actual, aunque muchos de sus allegados, particularmente los de mayor edad, aún prefieren la denominación de Penado 14 o simplemente El Penado

A lo largo de su historia ha sido uno de los principales animadores del fútbol de Maldonado. A mediados del siglo XX obtuvo varios títulos, pero su época dorada vendría en los años 1990 y 2000. En 1998 obtiene en forma invicta la Copa El País (que en ese momento estaba relegada por el Torneo Mayor), título que repetiría en 2006 y también en forma invicta.

El título de 1998 le sirvió para ascender al Torneo Mayor, donde obtendría las dos últimas ediciones de ese torneo.

La obtención de ese último torneo le permitió ser sede del primer y único Torneo Sudamericano de Clubes Campeones del Interior. Libertad obtuvo este torneo internacional, y de esa manera se convirtió en el primer y único equipo del interior del Uruguay en obtener un torneo internacional.
En el año 2022 se consagra campeón  por cuarta vez consecutiva de la  Liga Mayor de Fútbol de Maldonado,  de esta manera se convierte en el primer club en conquistar el tetra campeonato desde que se originó dicha liga en el año 1995.

## Detalle Institucional
En 1931, se funda el Club con el nombre de Club Atlético Penado 14 en la casa ubicada en la esquina de las calles 25 de Agosto y Pan de Azúcar (hoy llamada Juan De Dios Curbelo).
El nombre del Club se le debe al Sr. Silvestre Bueno (quien también fue uno de los Fundadores). Lo propuso y fue aceptado por unanimidad. Su primer Presidente fue el Sr. Álvaro Pérez quien también fuera el nervio motor de la Institución durante los primeros pasos de la misma.
Los Estatutos del Club son aprobados el 25 de mayo de 1936. Con el paso del tiempo se hace necesario cambiar el nombre del Club para poder obtener la Personería Jurídica y de esa manera adquirir el Campo de Juego en propiedad. Nuevamente el Sr. Silvestre Bueno es quien propone el nuevo nombre y es aceptado por unanimidad. Esto se materializa un 3 de junio de 1945 por Asamblea General Extraordinaria y pasa a llamarse Club Atlético Libertad.
La Personería Jurídica se obtiene el 13 de noviembre de 1945. Ese mismo año adquiere el predio en el que ya venía jugando de local en los Campeonatos de la Liga y que por otra parte es donde hoy se encuentra ubicado el Estadio “Álvaro Pérez”. Al año siguiente, se diseña el Escudo del Club por parte de dos jugadores de Libertad y de puro corazón albiceleste. Ellos son Carlos Fernández Rapetti y Rúben Píriz Pérez.
El 25 de agosto de 1953 se comienzan los trabajos de mejoramiento del Campo de Juego, construcción de graderías, vestuarios y gabinetes higiénicos, tarea que se prolonga hasta 1960. El 19 de abril de 1960 en Asamblea General Extraordinaria, por moción del Sr. Florencio Sánchez, el campo de juego y las instalaciones del mismo, pasan a llamarse Estadio “Álvaro Pérez” en memoria al forjador y primer Presidente del Club.
El 28 de mayo de 1964, se inaugura la Iluminación Artificial del Estadio “Álvaro Pérez”. Con el trabajo de dirigentes, socios y simpatizantes se construyeron las 4 torres y se realizó la instalación eléctrica. Es aún hoy, el único escenario de fútbol de la ciudad que cuenta con iluminación artificial apta para el desempeño de partidos oficiales de carácter nocturno. En 1966, se adquiere terreno lindero al Estadio. También se construyen cabinas para la Prensa.
Ya en 1973, se adquiere otro predio lindero al Estadio y se construye la playa de estacionamiento para vehículos y se modernizan los vestuarios. El 1 de mayo de 1975 se concreta el Primer Reencuentro Albiceleste que se realizaría anualmente con motivo de reunir a la familia albiceleste. Un 21 de agosto de 1975 se adquiere en propiedad la actual Sede Social sita en la calle Esc. Alejo Fernández Cháves N.º 1002 esquina Ituzaingó, la que se inaugura oficialmente el 17 de enero de 1976.
Durante el año 1981 se celebra el 50 Aniversario del Club y entre muchas actividades se destaca el descubrimiento de una Placa de Granito en el Estadio como homenaje a sus Fundadores. También se denominan las Tribunas del Estadio con los siguientes nombres: Concepción García (Tribuna Oeste) y Florencio Sánchez (Tribuna Este). A su vez, en la Necrópolis local se descubre una Estela de Mármol en recuerdo de Fundadores, Dirigentes, Defensores y Asociados desaparecidos.
Un 20 de noviembre de 1987 se inaugura la Primera Etapa de remodelación de la actual Sede Social mientras que en 1991 se inaugura la Segunda Etapa. En 1993, se denomina con el nombre de Lucilio “Chilo” Bonilla el Palco Oficial del Estadio “Álvaro Pérez”. Al año siguiente, se crean dos Marchas del Club por dos albicelestes: Eddy Ricci y Artigas Silveira. Mientras en 1995 se crea la Tarjeta Social “Libertad Card”. Con la venida del año 2000, se construye un Mini Gimnasio en el Estadio “Álvaro Pérez”.
El 1 de abril de 2001, se recibe de parte del Socio Beltrán Hernández y Sra. la Donación del terreno ubicado en la esquina de las calles Carlos Alberto Cal y Concepción "Lito" García, frente al Estadio “Álvaro Pérez”. Mientras que en el marco del Primer Campeonato Sudamericano de Clubes Campeones del Interior se inaugura un 16 de noviembre de 2001 una Policlínica inserta en el propio Estadio del Club que lleva el nombre de un hombre albiceleste que se brindó a la sociedad de brazos abiertos como el “Dr. Carlos Suárez Nasser”.
El 1° de marzo de 2006, se comienzan los festejos por los 75 años del Club, donde entre muchas actividades se resalta el descubrimiento en el Estadio, de una figura recordatoria por los 75 años.
El 3 de junio de 2007, se colocó en el lugar donde se fundara el Club A Penado 14 y fuera su Primera Sede una Placa que recuerda ese momento. El 25 de junio de 2010, se firmó Convenio con el Ministerio de Transporte y Obras Públicas para realizar en predio donado por el Socio Beltrán Hernández y Sra, la primera etapa de un Gimnasio.

## Palmarés

### Torneos locales
- Liga Carolina de Fútbol (7): 1944, 1956, 1957, 1959, 1960, 1967, 1994

### Torneos departamentales
- Departamental de Maldonado (8): 1941, 1942, 1943, 1966, 1967, 1976, 1992, 1994
- Copa Maldonado (1): 2023 primera edición.
- Liga Mayor de Fútbol de Maldonado (12): 1997, 1998, 1999, 2002, 2003, 2005, 2008, 2018, 2019, 2021, 2022, 2023

### Torneos nacionales
- Copa Nacional de Clubes (2): 1998, 2006
- Torneo Mayor de Clubes Campeones del Interior (2): 1999, 2000

### Torneos internacionales
- Torneo Sudamericano de Clubes Campeones del Interior (1): 2001

- Datos: Q8347007